# Karin van Iterson
Karin van Iterson (Sassenheim, 6 april 1967) is een Nederlands grafisch vormgever en beeldend kunstenaar.

## Biografie
Van Iterson studeerde van 1987 tot 1994 aan de Hogeschool voor de Kunsten Utrecht, waar zij haar Bachelor of Science en haar Master Graphic Design haalde. Zij runt de studio Hakijk in Leiden. Naast corporate ontwerpwerk en het vormgeven van boeken voor de kunst- en cultuursector legt zij zich sinds 2017 meer toe op werk in de openbare ruimte.

## Werk in openbare ruimte
In Leiden en omgeving zijn een aantal werken te vinden van Karin van Iterson. Een selectie van het werk in de openbare ruimte:
- Connect, park Cronesteijn Leiden (De tuin van de smid), 2025 (foto: Taco van der Eb)
- Kunstuiting Lammebrug, Leiden, 2024-2027
- Parkeergarage Ahoy Rotterdam, Rotterdam, 2024
- Kunstuiting Loopark, Huissen, 2023, artikel Lingewaard Nieuws
- Winkelwagenvanger, tweede object in Hoef en Haag, 2022.
- Waterpomp, derde object in Hoef en Haag, 2022.
- Muziekpaviljoen, derde object in Hoef en Haag, 2022.
- Twee fietsleunhekken en infobord Vlaggeduinpad, Katwijk 2021. De illustraties zijn verzorgd door Thysa Zevenbergen.
- Pleisterplaats als  eerste object in het nieuwbouwdorp Hoef en Haag, 2020.
- Parkeergarage Garenmarkt, Garenmarkt, Leiden 2020.[1]
- De Cirkel, park Westerhaghe Rijnsburg gemeente Katwijk in samenwerking met Nina Kleingeld, 2017[2]
- Mausoleum Rijnsburg, Burgemeester Koomansplein Rijnsburg, gemeente Katwijk, 2018[3]
- De klimop, Huigparktunnel (aan Langegracht en Huigpark) in Leiden gemeente Leiden, 2019[4]

## Fotogalerij

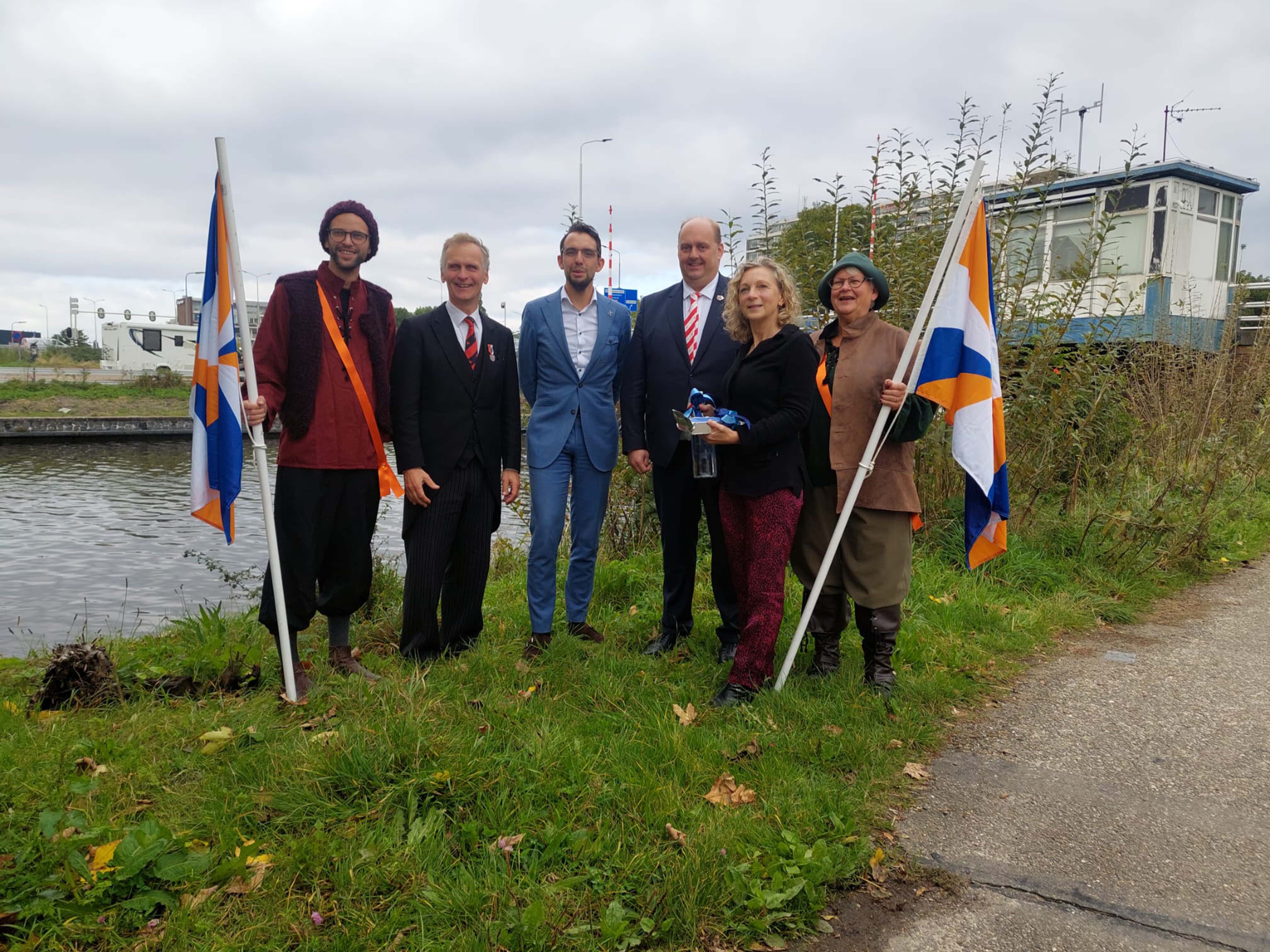
Lammebrug, Leiden
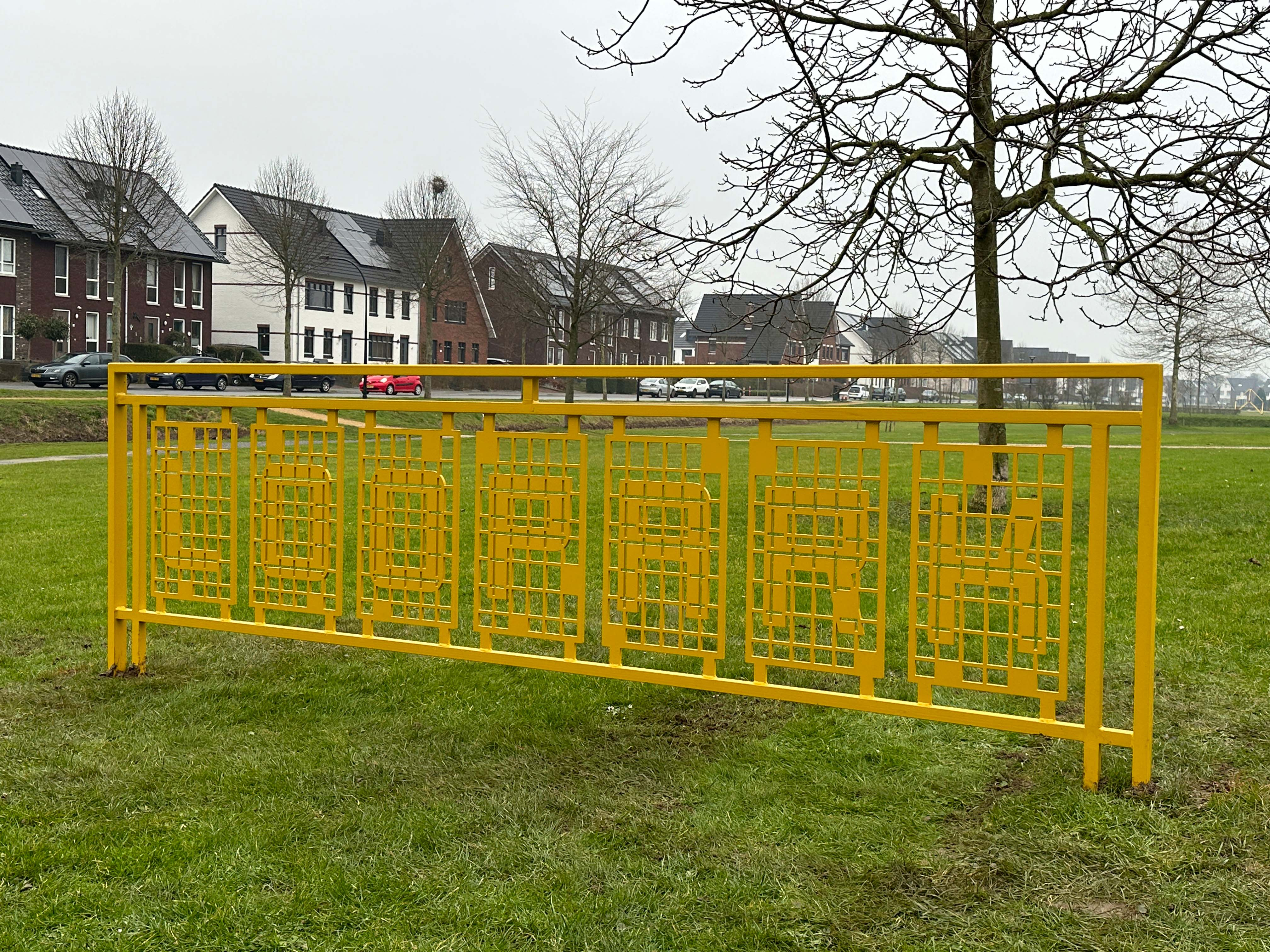
Loopark, Huissen
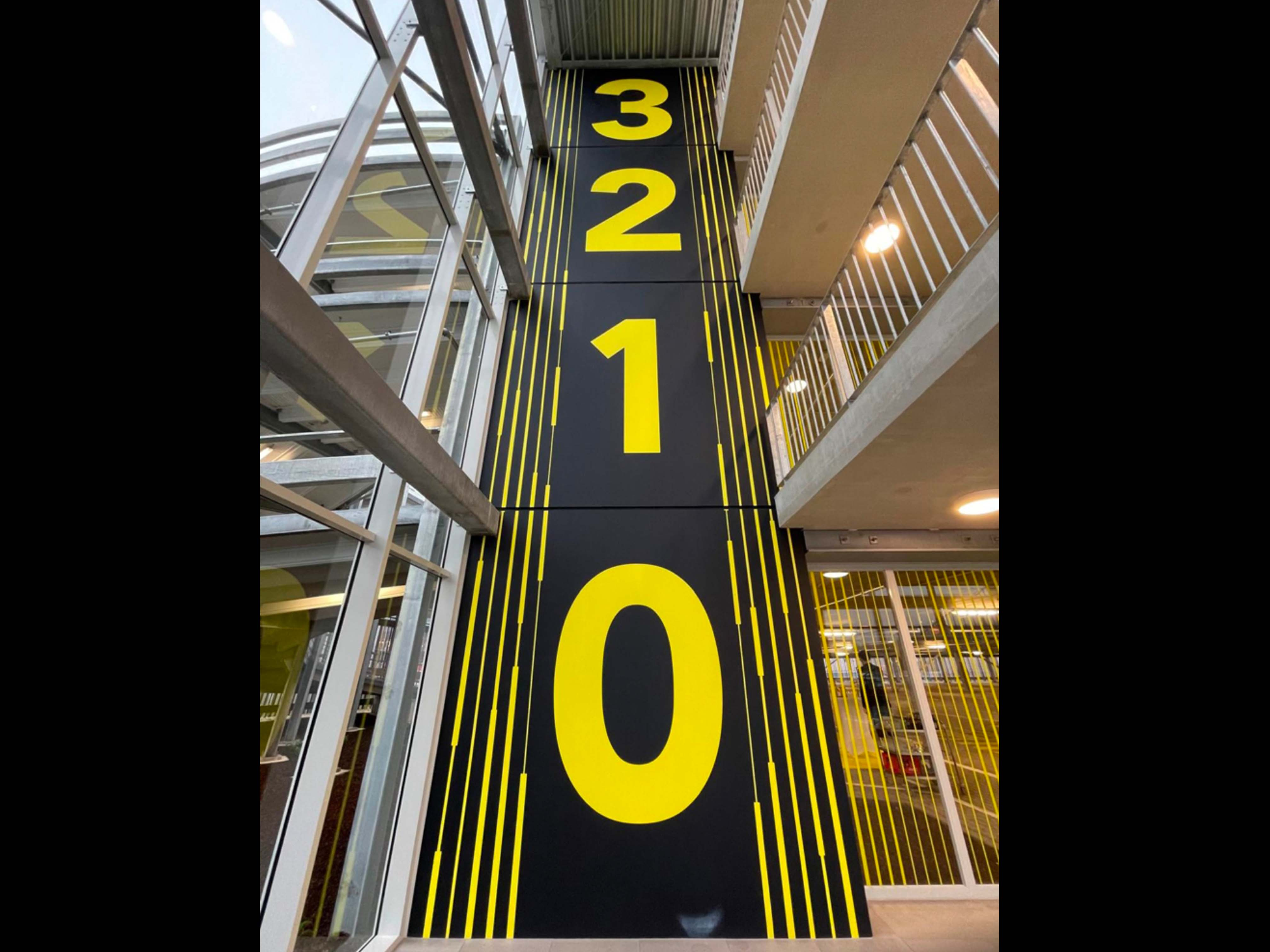
Ahoy, Rotterdam
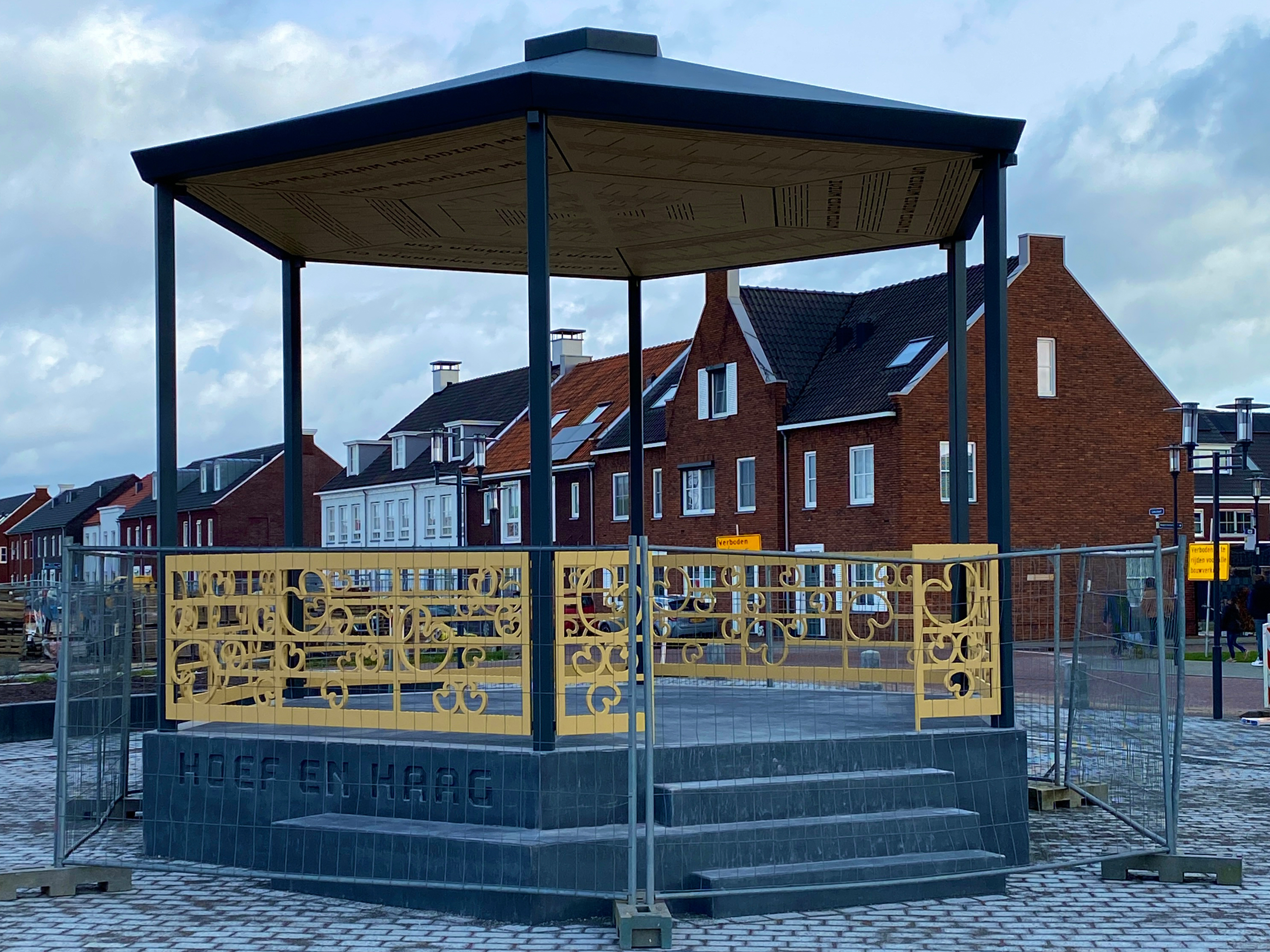
Muziekpaviljoen, Hoef en Haag
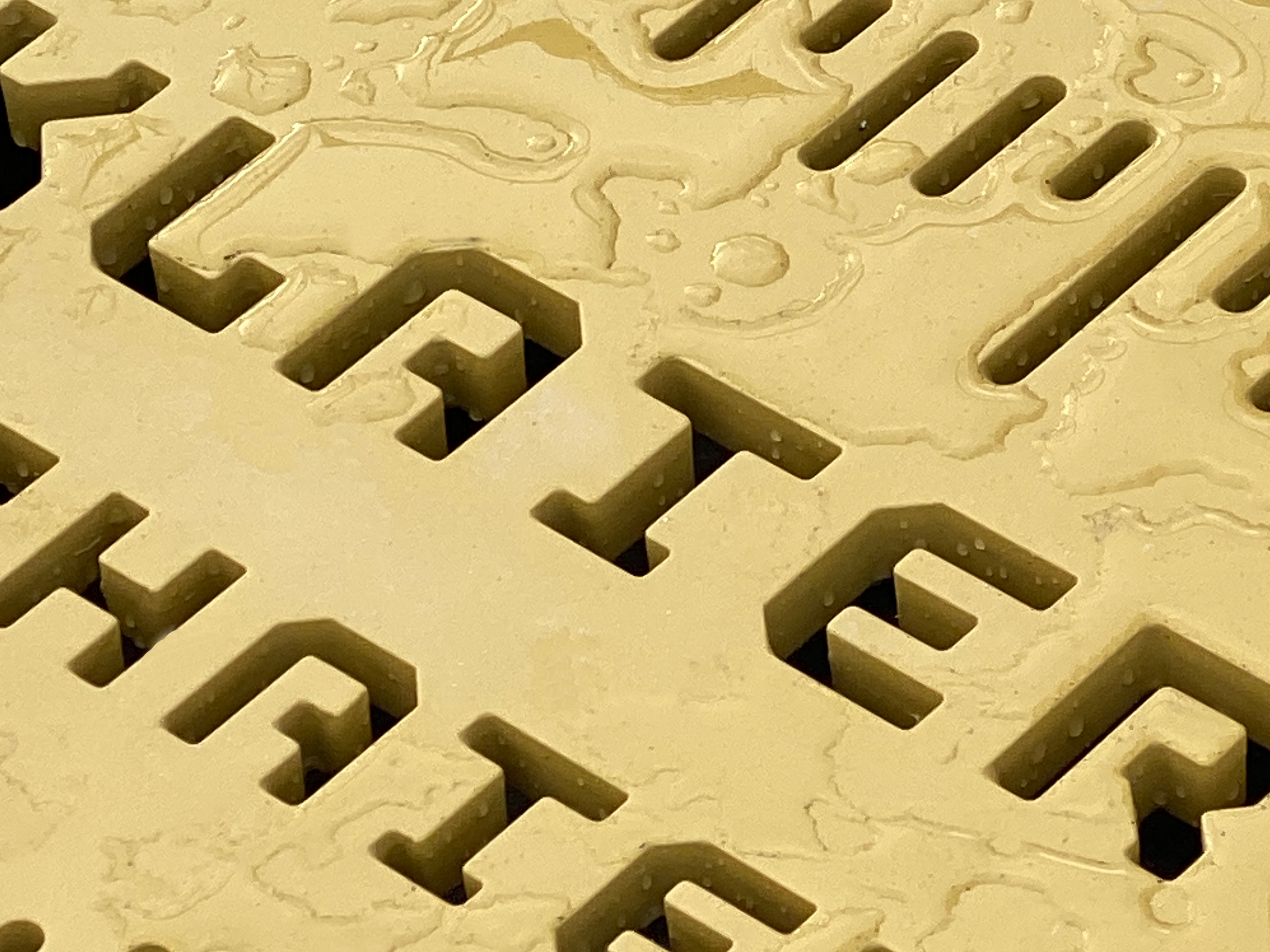
Waterpomp, Hoef en Haag
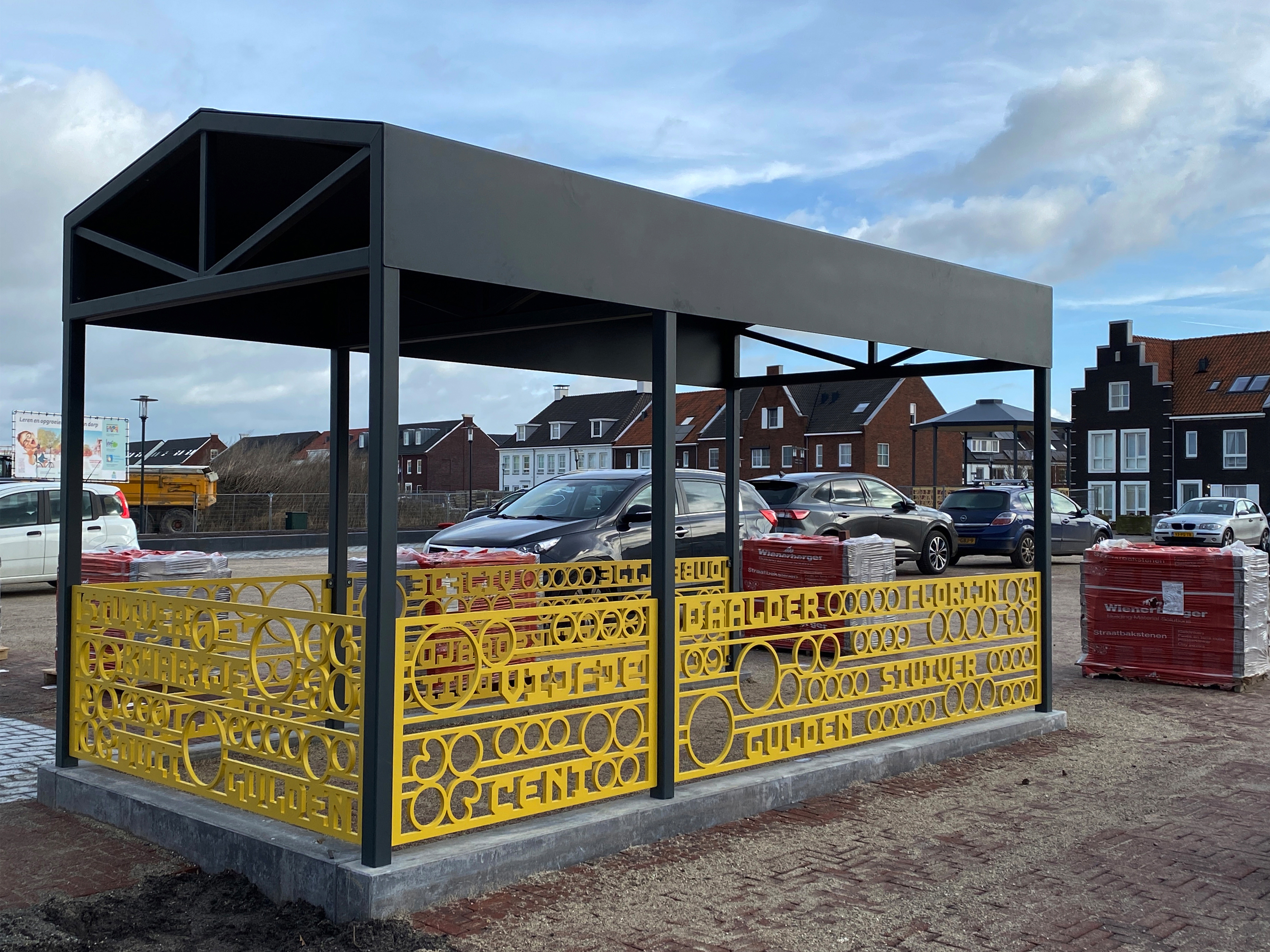
Winkelwagenvanger, Hoef en Haag
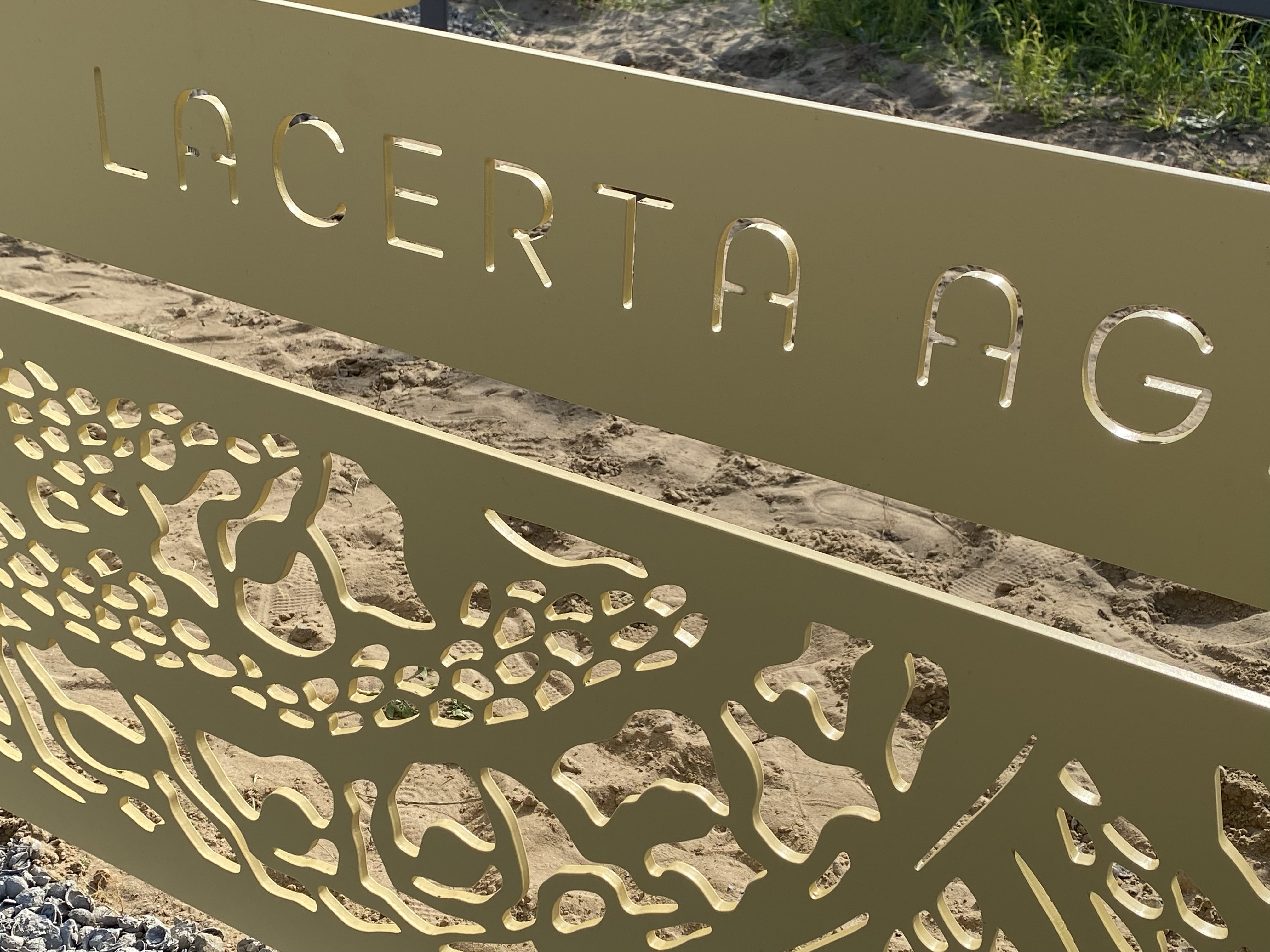
Fietsleunhek vlaggeduinpad, Katwijk
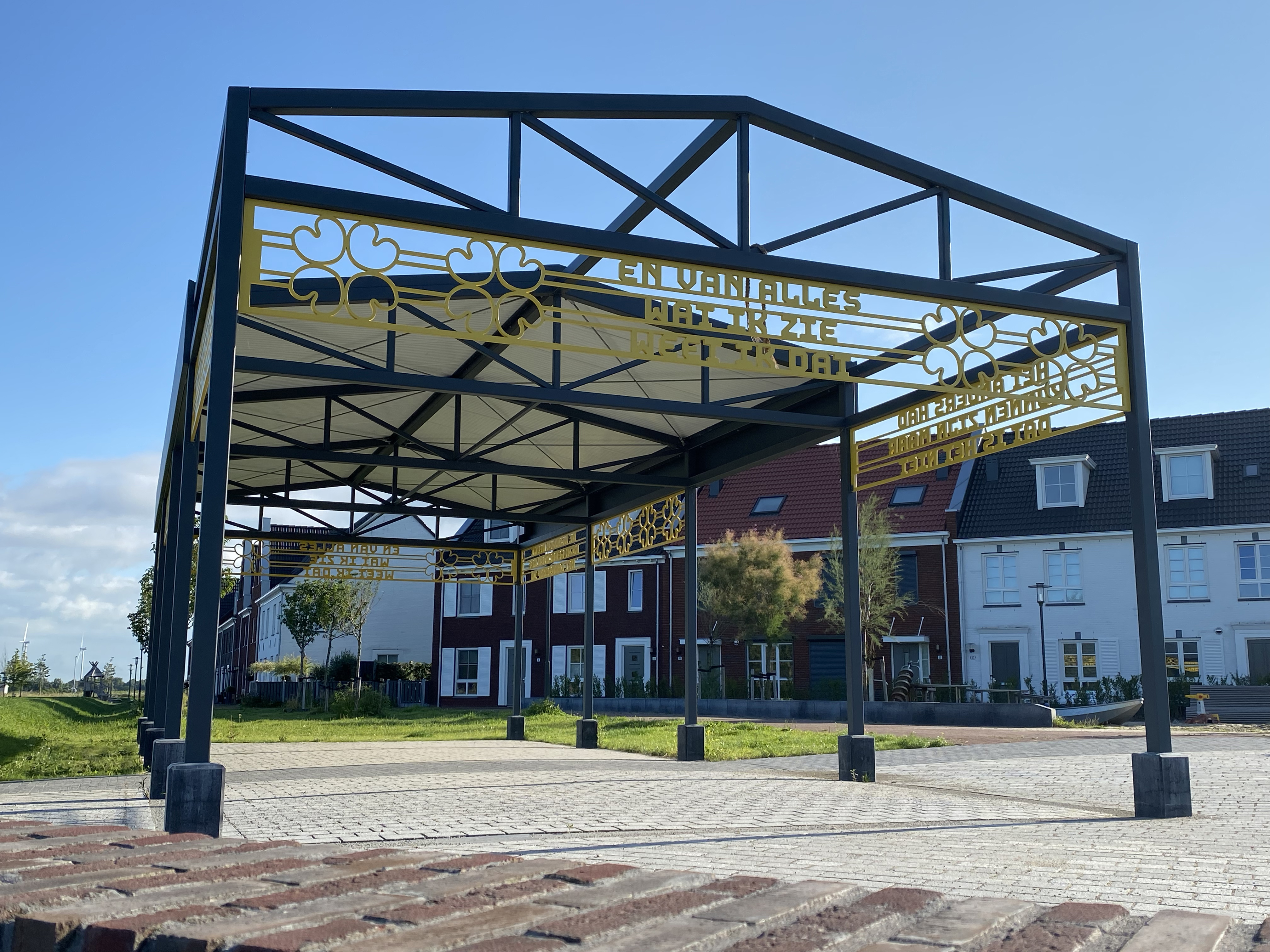
Pleisterplaats als eerste object, Hoef en Haag
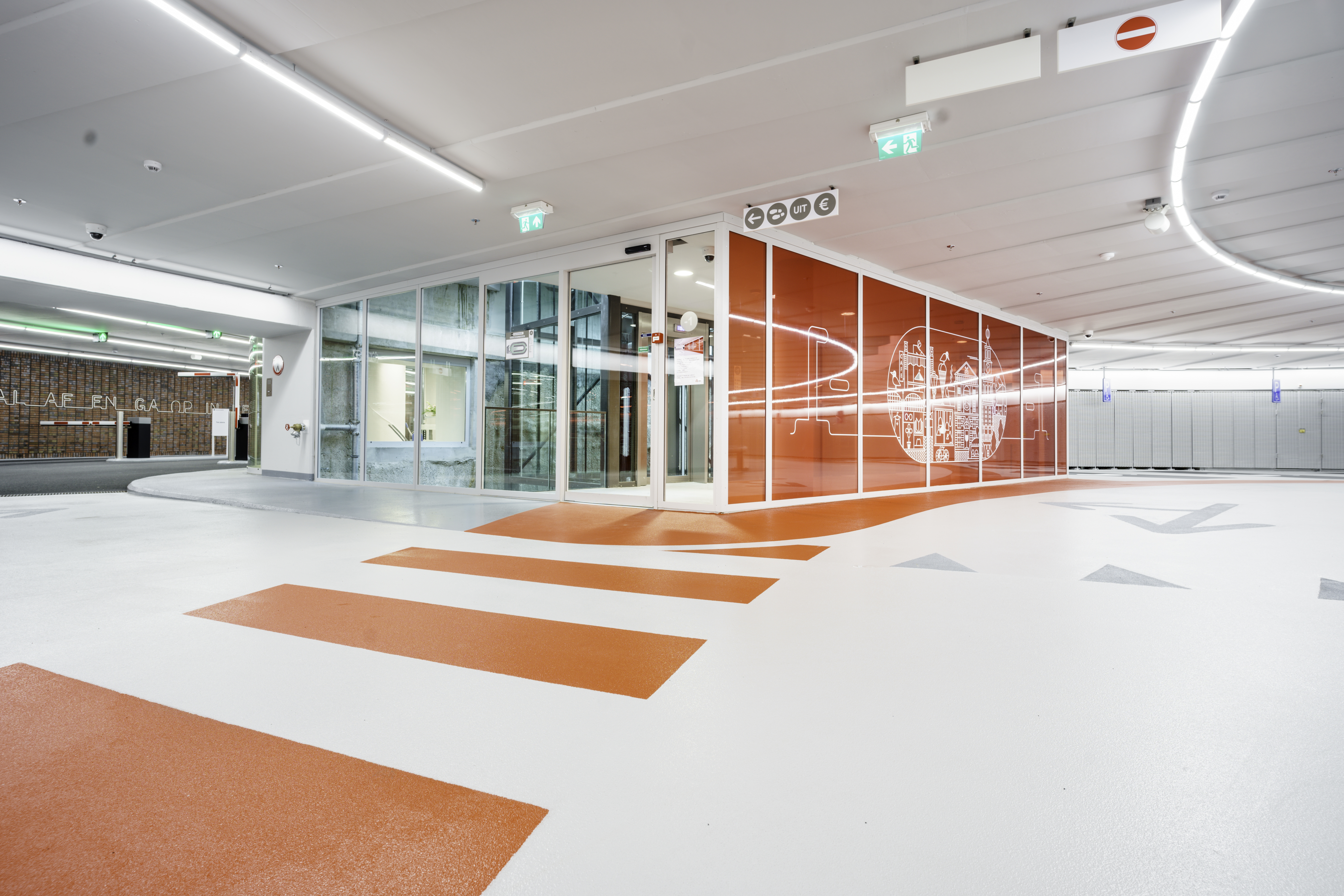
Parkeergarage Garenmarkt, Leiden
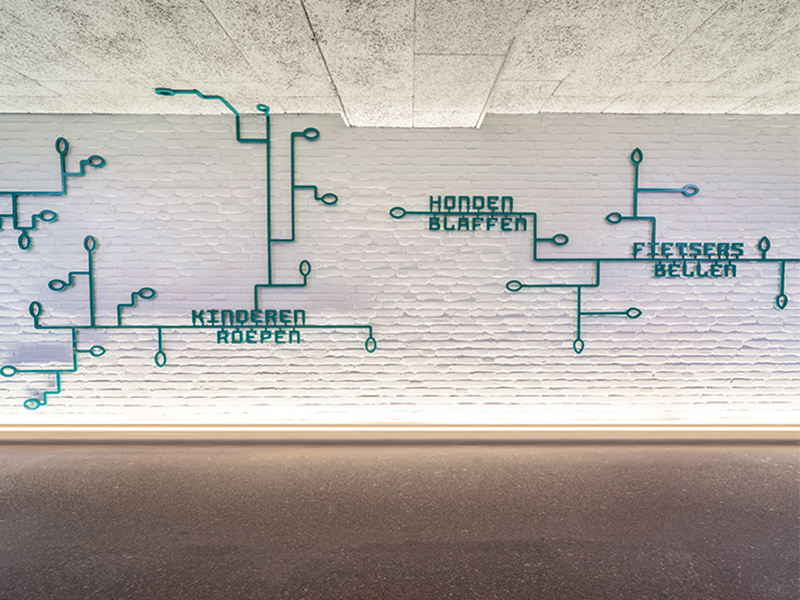
De Klimop, Huigpark, Leiden
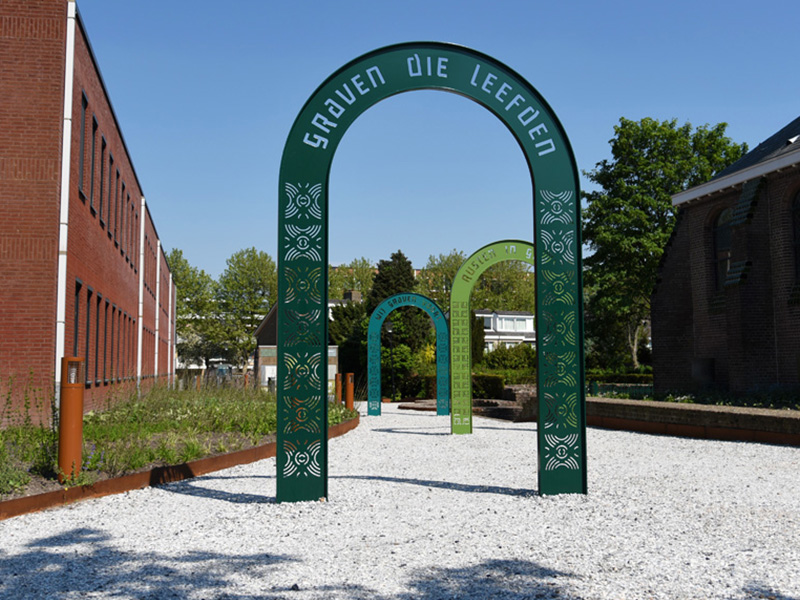
Mausoleum, Rijnsburg
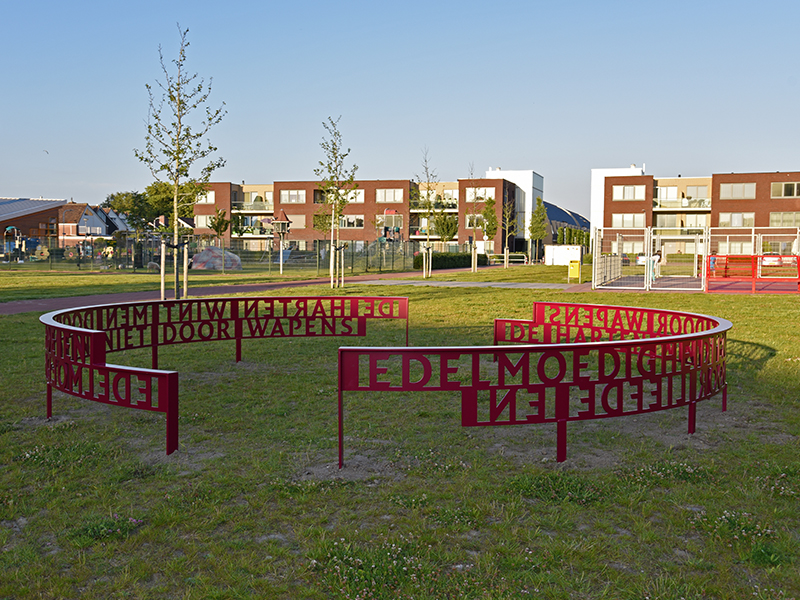
De cirkel, Westerhaghe, Rijnburg in samenwerking met Nina Kleingeld
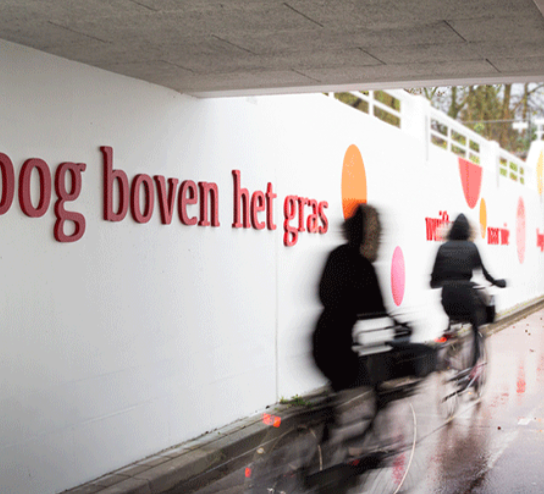
Klaproostunnel, Pijnacker